# Kamuzu Stadium
Kamuzu Stadium – to wielofunkcyjny stadion w Blantyre w Malawi. Został nazwany imieniem Hastings Kamuzu Banda, przywódcy walk o niepodległość Malawi. Służy również jako stadion narodowy i jest obecnie używany głównie dla meczów piłki nożnej. Swoje mecze rozgrywają na nim reprezentacja Malawi w piłce nożnej oraz drużyna piłkarska Bullets F.C., ESCOM United F.C., Mighty Wanderers F.C. i Tigers F.C. Stadion może pomieścić 40 000 osób. 